# Herz-Jesu-Kirche (Neugablonz)

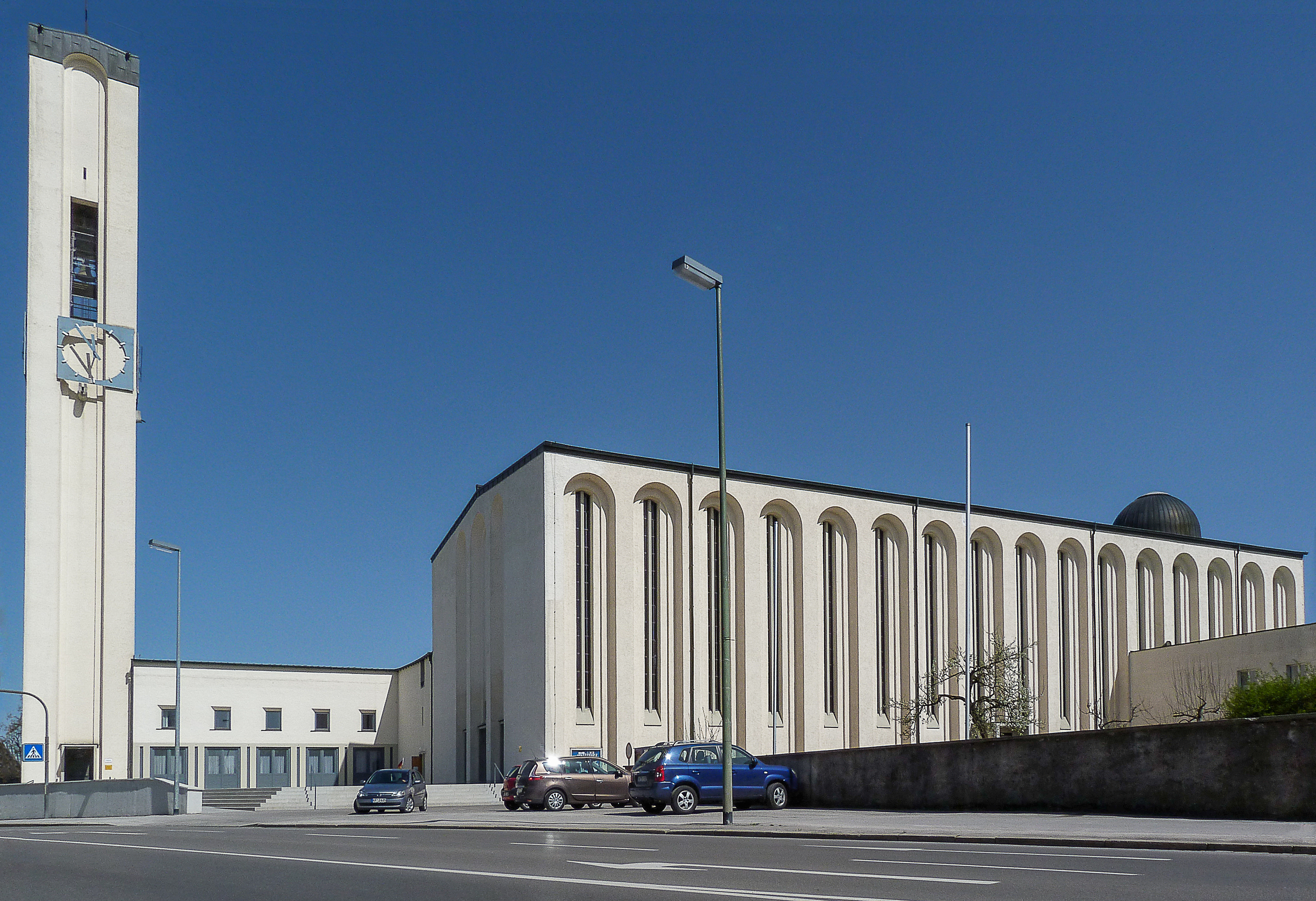
Herz-Jesu-Kirche von Südwesten

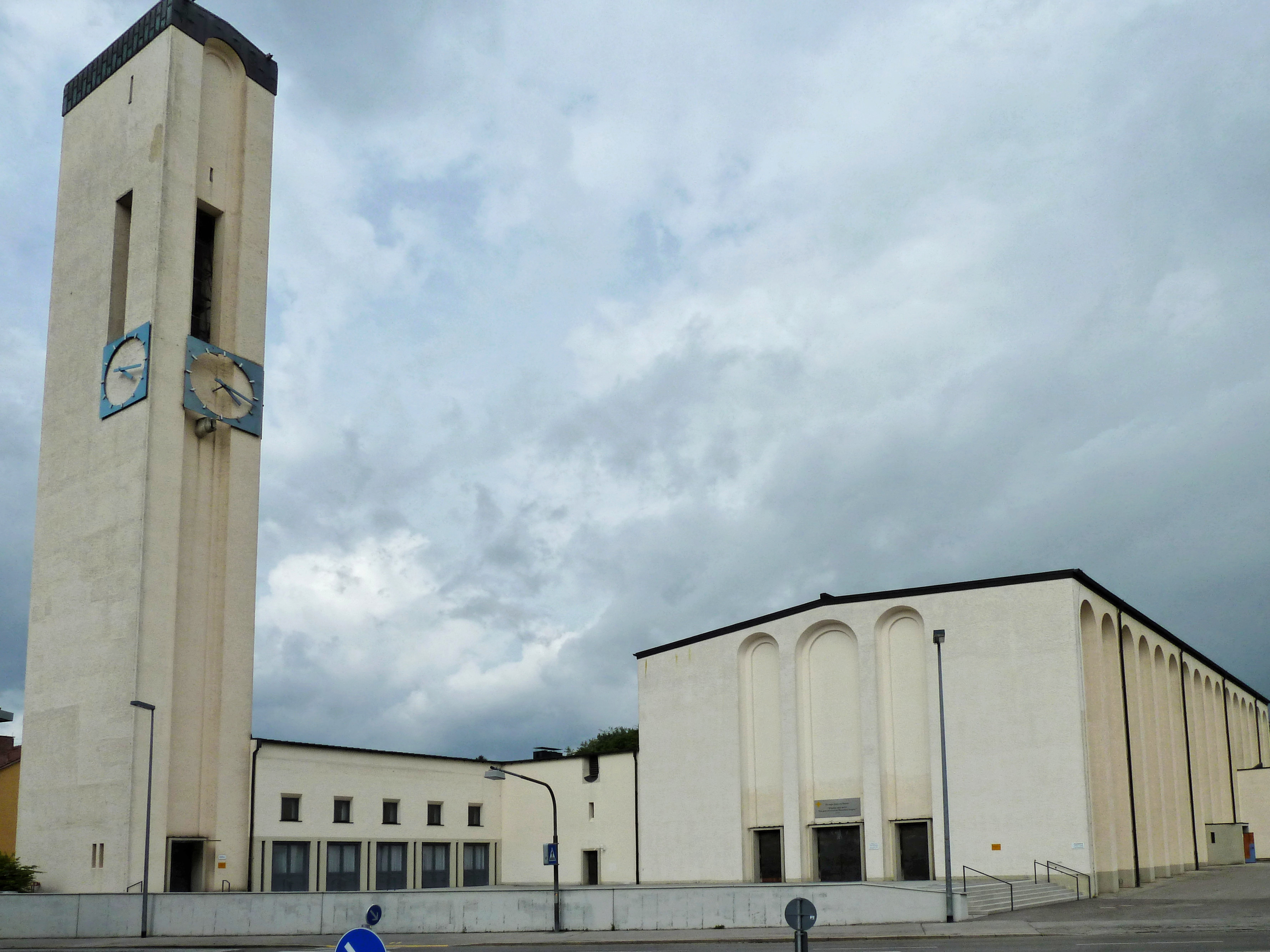
Ansicht von Westen

Die römisch-katholische Stadtpfarrkirche Heiligstes Herz Jesu im Ortsteil Neugablonz der kreisfreien Stadt Kaufbeuren (Schwaben) gehört als Teil der gleichnamigen Pfarrei zum Dekanat Kaufbeuren des Bistums Augsburg. Das Gotteshaus befindet sich an der Sudetenstraße 84, die hier die Kreisstraße KF 26 bildet, und steht unter Denkmalschutz.

## Geschichte
Neugablonz entstand nach dem Zweiten Weltkrieg durch die Ansiedlung von etwa 18.000 Vertriebenen und Geflohenen, größtenteils aus der Region um Gablonz (heute Tschechien). Dadurch entstand die Notwendigkeit hier auch Kirchen und Bildungseinrichtungen zu errichten. Am 10. Juli 1949 erfolgte die Grundsteinlegung für eine Notkirche durch den Kaufbeurer Stadtpfarrer Hermann Fink, die noch im selben Jahr geweiht wurde. Sie erhielt das Patrozinium des Heiligsten Herzen Jesu, das auch die Pfarrkirche von Gablonz besitzt.
Am 20. Januar 1954 bat die Kaufbeurer Kirchenverwaltung beim Augsburger Bischof Joseph Freundorfer um die Erlaubnis zur Errichtung einer regulären Kirche für den Ortsteil Neugablonz. Dieser stimmte dem zu und erhob Neugablonz gut ein Jahr später am 15. April 1955 zur Stadtpfarrei. Die Aushubarbeiten für den Bau nach Plänen von Thomas Wechs begannen am 9. Mai und die Grundsteinlegung folgte am 30. September desselben Jahres durch den Bischof. Am 8. September 1956 konnte das Richtfest gefeiert werden und am 27. April 1957 weihte Bischof Freundorfer die neue Herz-Jesu-Kirche.
Am 22. Dezember 1957 wurden die drei Kirchenglocken geweiht. Im Jahr darauf wurde der erste Bauabschnitt der Orgel beendet, die am 19. September 1971 nach Vollendung des zweiten Abschnitts eingeweiht werden konnte. Außerdem wurde noch das Mesnerhaus errichtet (1964–1966), sowie zwei Kindergärten:
- Kindergarten „Guter Hirte“ an der Wiesenthaler Straße, eröffnet am 1. September 1959, renoviert 1995, erweitert 2013
- Kindergarten „Herz Jesu“ an der Proschwitzer Straße, eröffnet am 1. September 1976, erweitert 1992, renoviert 2015

Anfang der 1990er-Jahre beschloss man an die Kirche eine Kapelle anzubauen. Die Grundsteinlegung erfolgte am 29. März 1992 durch Ordinariatsrat Monsignore Werner Schnell und die Segnung und Altarweihe am 29. November 1992 durch Bischof Josef Stimpfle.
Im Februar 1996 kam es zu einem Schwelbrand in der Kirche, in dessen Folge die Kirche komplett gereinigt, die Wände neu gestrichen und die Orgel komplett überholt wurden. 2006 wurde die Südfensterfront erneuert, 2008/2009 erfolgten eine Renovierung der Kapelle und die barrierefreie Umgestaltung des Kirchenvorplatzes. 2013 wurde der Kirchturm generalsaniert, wobei die vier Ziffernblätter, Uhrzeiger und Uhrwerk erneuert wurden und das Turmkreuz sowie die darunterliegende Kugel neu vergoldet wurde.

## Beschreibung und Ausstattung

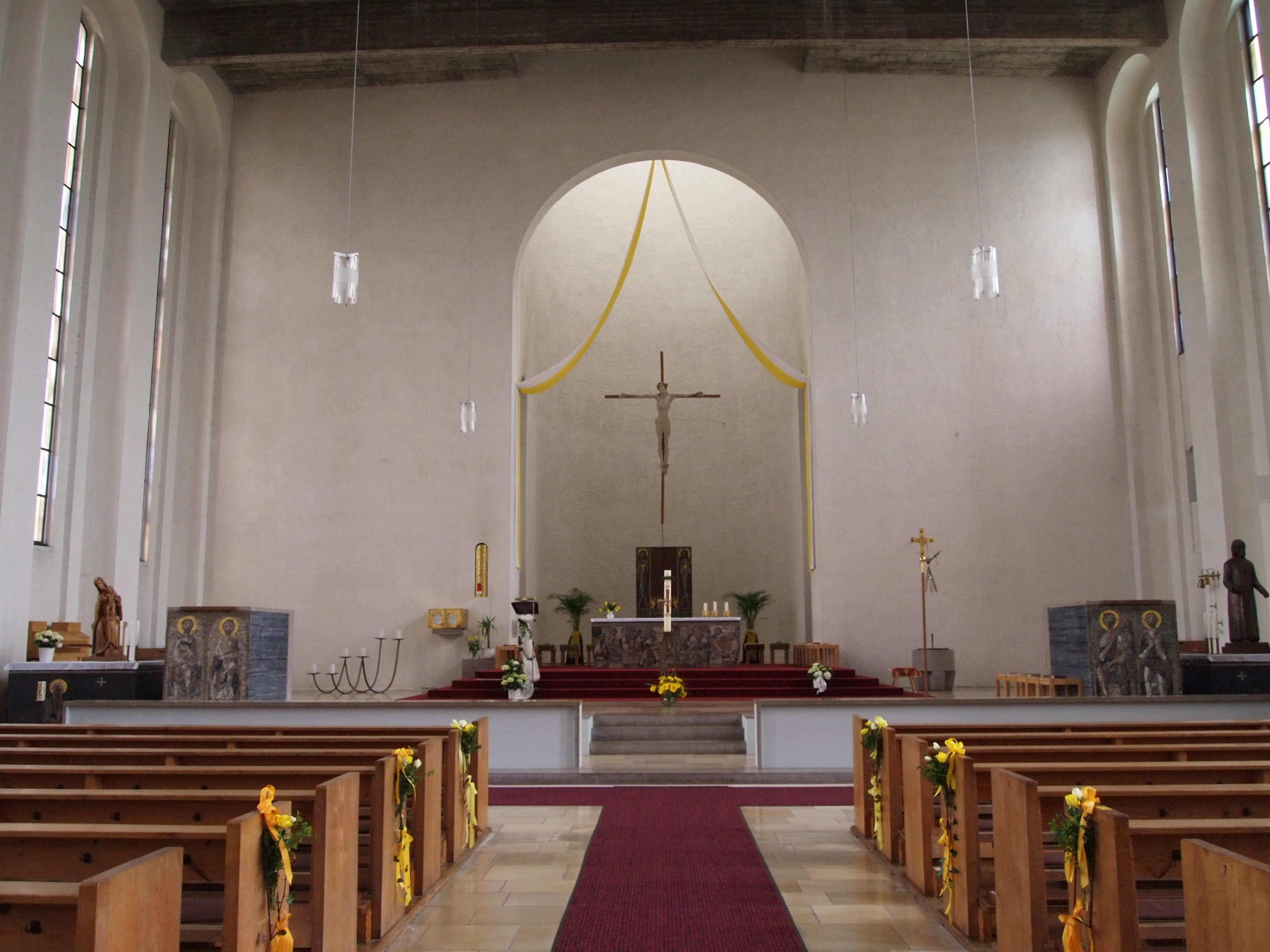
Innenansicht

### Architektur
Die Herz-Jesu-Kirche ist eine geostete Stahlbeton-Saalkirche mit flachem Satteldach. Sie ist 56 Meter lang, 24 Meter breit, 16 Meter hoch und bietet 800 Sitz- und 1200 Stehplätze. Die halbrunde, fensterlose Apsis wird von einer 21 Meter hohen Lichtkuppel bekrönt, die Tageslicht auf das darunter befindliche Kruzifix zulässt. Unter der Apsis befindet sich eine Unterkirche, die jedoch nie als solche verwendet wurde und deren ursprünglicher Verwendungszweck heute unklar ist. Die Wände des Kirchenschiffs sind innen wie außen durch wandhohe Rundbögen gegliedert.
Architektur und Ausstattung sind abgesehen von der Größe eher nüchtern-sachlich.
Der campanileartige, rechteckige Turm mit Flachdach ist 51 Meter hoch. Er ist durch einen nordwestlich an die Kirche anschließenden, zweigeschossigen Zwischenbau, in dem sich unter anderem der Pfarrsaal befindet, mit dem Gotteshaus verbunden. Südlich der Apsis schließt das hakenförmige Mesnerhaus an, ein eingeschossiger Bau mit Flachdach. Südlich ist die Kirche wiederum über einen Innenhof mit dem Pfarrhaus verbunden. Dieses besteht aus zwei rechtwinklig zueinander stehenden, zweigeschossigen Gebäudeflügeln.

### Ausstattung
Das große Kruzifix im Altarraum stammt vom Münchner Bildhauer Andreas Bindl. Ursprünglich war die Figur freischwebend, wohl in den 1960er-Jahren kam das Holzkreuz dazu. Die übrige Ausstattung schufen größtenteils regionale schwäbische oder in Neugablonz neu ansässige sudetendeutsche Künstler.
Im Altartisch sind Reliquien der Heiligen Rufinus und Pontiatanus eingefügt.
Auf dem Kirchturm befindet sich eine Kugel mit einem Meter Durchmesser, auf der ein sieben Meter hohes Kreuz thront.

### Herz-Jesu-Kapelle
Die Herz-Jesu-Kapelle von 1992 ist ein Rundbau mit 15 Metern Durchmesser und 6,5 Metern Höhe, der durch einen mittig an die Nordfassade der Kirche anschließenden Glasgang mit dieser verbunden ist. Sie wurde nach Plänen des Augsburger Architekten Hans Schrammel gebaut und bietet Platz für ungefähr 100 Gläubige.
Altar, Ambo und Taufbecken stammen vom Ostallgäuer Bildhauer Klaus Mumm. In den Altar sind Reliquien der heiligen Märtyrer Christina und Won-So eingefügt. Über dem Altar befindet sich ein venezianisches Kreuz aus dem 18. Jahrhundert, an der rechten Seitenwand eine Madonna mit Jesuskind aus dem 16. Jahrhundert. Die Wände wurden vom Augsburger Kunstprofessor Georg Bernhard mit Seccomalerei ausgestaltet.

## Glocken
Die drei Glocken wurden 1957 von der Passauer Glockengießerei Rudolf Perner gegossen und am 22. Dezember desselben Jahres von Bischof Freundorfer geweiht.
| Nr. | Name                            | Gewicht (in kg) | Inschrift |
| --- | ------------------------------- | --------------- | --- |
| 1   | Marienglocke                    | 950             | Du Mutter der Vertriebenen, Dir war unsere Heimat geweiht, sei uns auch hier unsere Helferin und bitte für uns bei Gott |
| 2   | Glocke des hl. Johannes Nepomuk | 600             | Hl. Johannes von Nepomuk, Du Schutzherr unserer Heimat, bitte für uns!                                                  |
| 3   | Glocke für die Verstorbenen     | 400             | Ihr Gefallenen und Toten unserer Heimat, ihr bleibt unvergessen!                                                        |

## Orgel

### Kirche

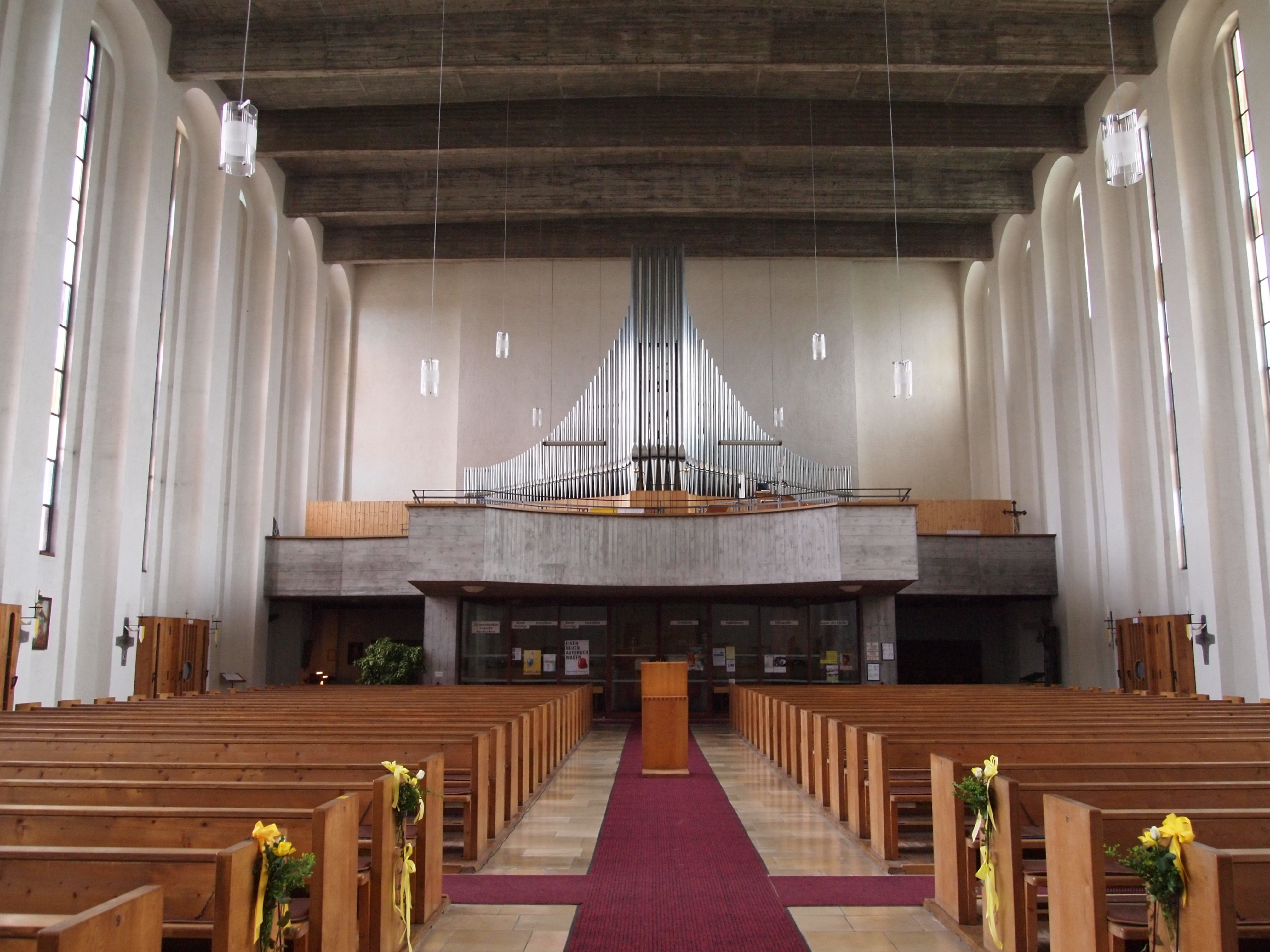
Kirchenschiff mit Blick zur Orgelempore

Die Orgel der Kirche wurde 1957/58 von Orgelbau Zeilhuber aus Altstädten (Sonthofen) erbaut. 1971 wurde ein Schwellwerk ergänzt. 1996 erfolgte eine Überholung nach Schäden durch einen Schwelbrand. Das Instrument mit Kegelladen bzw. Schleiflade (Schwellwerk), elektropneumatischer Spiel- und elektrischer Registertraktur besitzt 40 Register auf drei Manualen und Pedal, die folgende Disposition aufweisen:
| I Hauptwerk C–g3 |       |
| Pommer           | 16′   |
| Prinzipal        | 8′    |
| Holzgedeckt      | 8′    |
| Oktave           | 4′    |
| Blockflöte       | 4′    |
| Quinte           | 2 ⁄3′ |
| Hohlflöte        | 2′    |
| Prinzipal        | 2′    |
| Mixtur           | 1 ⁄3′ |
| Trompete         | 8′    |

| II Schwellwerk C–g3 |        |
| Holzprinzipal       | 8′     |
| Gedeckt             | 8′     |
| Nachthorn           | 4′     |
| Prinzipal           | 4′     |
| Oktave              | 2′     |
| Nasat               | 2 ⁄3′  |
| Terz                | 1 3⁄5′ |
| Scharf              | 1′     |
| Basson              | 16′    |
| Oboe                | 8′     |
| Tremolo             |        |

| III Positiv C–g3 |       |
| Weidenpfeife     | 8′    |
| Rohrflöte        | 8′    |
| Spillflöte       | 4′    |
| Oktave           | 4′    |
| Prästant         | 2′    |
| Spitzflöte       | 2′    |
| Quinte           | 1 ⁄3′ |
| Oktävlein        | 1′    |
| Cimbel           | 1⁄2′  |
| Krummhorn        | 8′    |
| Tremolo          |       |

| Pedal C–f1    |       |
| Prinzipalbass | 16′   |
| Subbass       | 16′   |
| Zartbass      | 16′   |
| Oktavbass     | 8′    |
| Spitzgambe    | 8′    |
| Dolkan        | 4′    |
| Bachflöte     | 2′    |
| Rauschpfeife  | 2 ⁄3′ |
| Stilposaune   | 16′   |
| Clarine       | 4′    |

- Koppeln: II/I, III/I, III/II, I/P, II/P, III/P
- Spielhilfen: Tutti, Crescendo, Einzelabsteller

### Kapelle

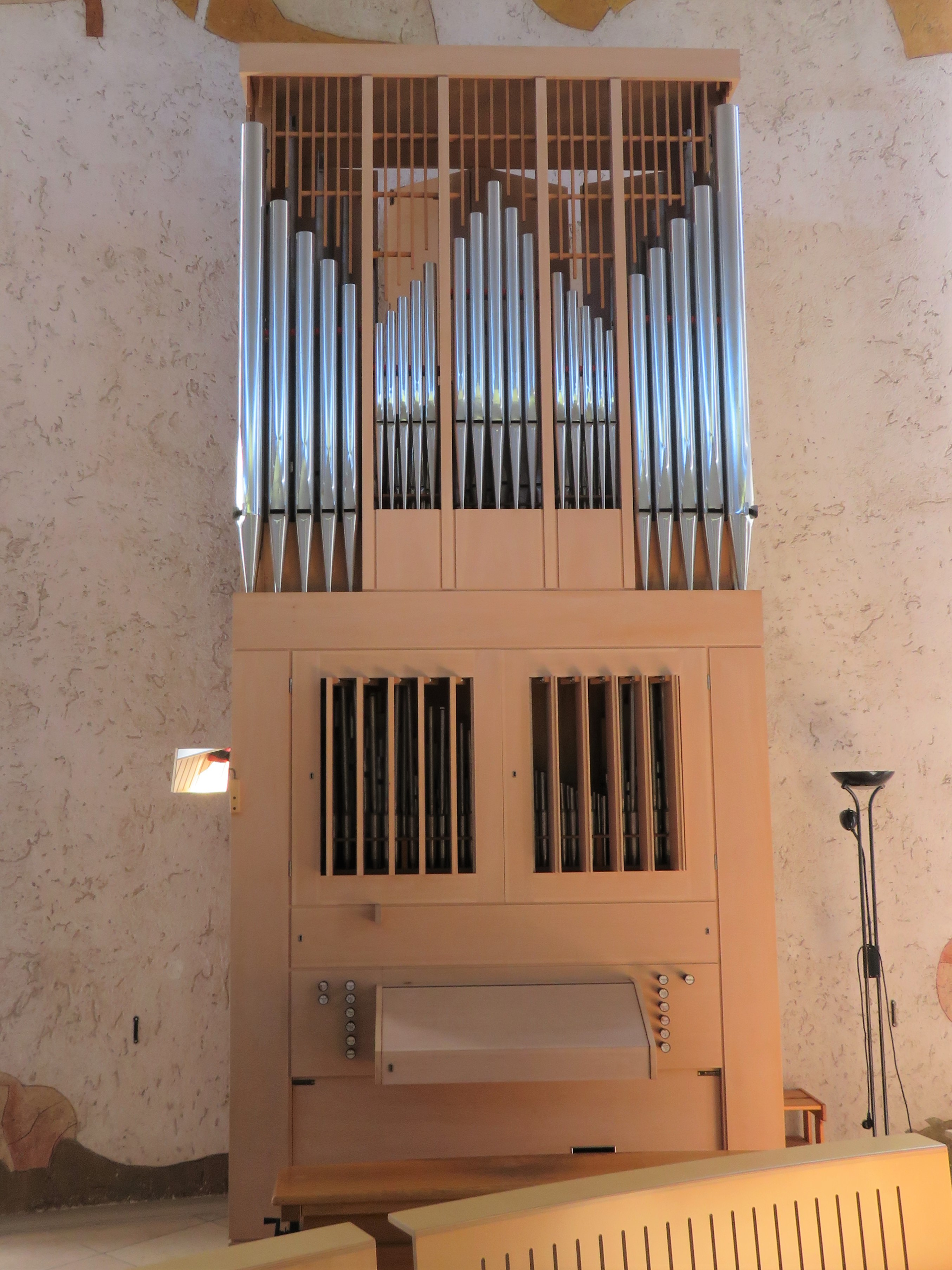
Orgel der Herz-Jesu-Kapelle

Die Herz-Jesu-Kapelle wurde 1993 vom ortsansässigen Orgelbau Schmid mit einer Orgel ausgestattet. Diese besitzt Schleifladen mechanische Spiel- und Registertraktur und besitzt 13 Register auf zwei Manualen und Pedal mit folgender Disposition:
| I Hauptwerk C–g3 |       |
| Prinzipal        | 8′    |
| Spitzflöte       | 8′    |
| Oktav            | 4′    |
| Waldflöte        | 2′    |
| Quinte           | 1 ⁄3′ |
| Tremolo          |       |

| II Schwellwerk C–g3 |        |
| Gedackt             | 8′     |
| Rohrflöte           | 4′     |
| Nasat               | 2 ⁄3′  |
| Principal           | 2′     |
| Terz                | 1 3⁄5′ |
| Krummhorn           | 8′     |
| Tremulant           |        |

| Pedal C–f1 |     |
| Subbaß     | 16′ |
| Gedacktbaß | 8′  |

- Koppeln: II/I, I/P, II/P